# 夏時
夏 時（か じ、生年不詳 - 成化4年9月25日（1468年10月10日））は、明代の官僚。字は以正。本貫は杭州府銭塘県。

## 生涯
永楽16年（1418年）、進士に及第し、戸科給事中に任じられた。
洪熙元年（1425年）、鈔法の改定が議論されると、夏時は宝鈔が市場を騒がし、国の利益にはならないと力説したが、議論は沙汰止みとなった。皇太子朱瞻基が孝陵を祀るために南京に赴くと、夏時はこれに近侍するよう命じられた。道中に災害の被災地を視察して太子に報告し、官倉を開いて穀物を振恤した。太子が北京に召還された後も、夏時は残って南京戸科給事中をつとめた。
宣徳初年、夏時は一日三回封事を上書した。宣徳帝（朱瞻基）の意にかなって、尚宝司を代行するよう命じられ、吏・礼・兵・刑の四科の給事中を兼ね、七篆を視察し、事務を滞らせることがなかった。南京後湖の賦役黄冊を調査するよう命じられ、便宜十四事を言上した。邳州・徐州・済寧・臨清・武清で旱魃が発生すると、夏時の要請により、官が派遣されて振恤がおこなわれた。ほどなく江西按察僉事に抜擢された。知州の柯暹が編纂した『教民条約』と『均徭冊式』を進上し、刊行して令とした。
正統3年（1438年）、夏時は御史や按察司の官に罪囚を調査させて、冤罪の者を釈放させ、法を曲げる官吏を逮捕させるよう上奏した。江西布政使左参議に転じた。正統7年（1442年）、恤民六事を上奏し、意見の多くは聞き入れられて施行された。景泰元年（1450年）8月、広西左布政使に抜擢された。のちに70歳になる前に致仕して帰郷した。
成化4年9月辛巳（1468年10月10日）、死去した。著書に『湖山百詠』1巻があった。
夏時の性格は廉潔で義を好んだ。没後にその墓に異徴があったため、郷土の人はかれを祀って、その祠を「孝廉」と名づけた。